# Umaru Yar'Adua
Umaru Yar'Adua (Katsina, 16 agosto 1951 – Abuja, 5 maggio 2010) è stato un politico nigeriano.
È stato membro del PDP, il principale partito politico nigeriano.

## Biografia
Ha studiato chimica all'Università Ahmadu Bello, situata a Zaria, ma già dagli inizi degli anni '60 (quando suo padre fu designato ministro nell'amministrazione post-indipendenza) intraprese i primi passi in politica.
Nel 1999 e nel 2003 divenne governatore di Katsina (nel nord del paese) per due mandati consecutivi.
Il 29 maggio 2007 succede a Olusegun Obasanjo (il quale aveva come vice il fratello maggiore, il generale Shehu Musa Yar'Adua, nel governo militare dal 1976 al '79) alla presidenza della Nigeria nel primo avvicendamento tra due governi civili nella storia del paese dopo anni di dittature militari.
È morto nel 2010 all'età di 58 anni a seguito di una lunga malattia.